# Biosphärenreservat Río Plátano
Im Biosphärenreservat Río Plátano in Honduras steht einer der wenigen verbliebenen tropischen Regenwälder Zentralamerikas.
Im Jahr 1969 wurde das Gebiet nach nationalem Recht unter Schutz gestellt. Seit 1982 ist es als Biosphärenreservat auch Teil des Weltnaturerbes der UNESCO. Zwischen 1996 und 2007 wurde es auf Grund einer Vielzahl von Gefährdungen auf der Liste des gefährdeten Welterbes geführt. 

## Geschichte
Das Biosphärenreservat war zahlreichen indirekten und direkten Gefährdungen ausgesetzt. Der illegalen Holzeinschlag speziell von Swietenia und Brandrodung degradierten Gebiete. Nutzungsdruck durch die Landwirtschaft und Viehzucht im Süden und Westen des Parks waren ein weiterer Faktor. Pläne für ein Wasserkraftwerk Patuca II standen im Raum. Neobiota und ein unzureichendes Management waren weitere Probleme.
2007 entschied das Welterbekomitee, die Eintragung zu streichen, da die eingeleiteten Schutzmaßnahmen inzwischen greifen. Auf Antrag der Regierung von Honduras wurde 2011 die Naturerbestätte erneut auf die Liste des gefährdeten Welterbes gesetzt, um so Unterstützung zum Erhalt des Biosphärenreservats zu aktivieren.
Das Biosphärenreservat Río Plátano erstreckt sich über ca. 5000 km² und reicht von der karibischen Küste bis auf 1326 m. Dabei verfügt es über eine reichhaltige Pflanzen- und Tierwelt (u. a. Ara, Jaguar, Puma, Tapir).
Im Bereich des Nationalparks konnten ca. 2000 Miskito- und Pech-Indianer ihre traditionelle Lebensweise bewahren. Petroglyphenfunde beweisen eine lange Siedlungsgeschichte.